# Rupes Tenuis
Rupes Tenuis és una formació geològica de tipus rupes a la superfície de Mart, localitzada amb el sistema de coordenades planetocèntriques a 82.62 latitud N i 300.77 ° longitud E, que fa 669.03 km de diàmetre. El nom va ser aprovat per la UAI l'any 1988 i fa referència a una característica d'albedo.